# Дворец бракосочетания (Выборг)
Выборгский дворец бракосочетания — здание ЗАГС в Выборге, построенное в 1908—1909 годах по проекту архитектора Брюнольфа Бломквиста. Небольшой особняк в духе неоренессанса, в котором первоначально размещалось участковое отделение полиции, включён в перечень памятников архитектуры. Перед дворцом бракосочетания разбит сквер Молодёжи, благоустроенный для проведения свадебных церемоний.

## История
В начале XX века район Мельничной горы города Выборга активно застраивался каменными зданиями общественного назначения, сменявшими прежние деревянные дома.
По проекту выборгского городского архитектора Брюнольфа Бломквиста, предпочитавшего стиль неоренессанс, в 1901 году была возведена Репольская народная школа, поблизости от которой в 1906 году появилось Выборгское пожарное депо, спроектированное тем же зодчим в виде сказочного дворца. «Сказочную» яркую декоративную тематику в квартале по соседству с пожарной частью продолжило в 1906 году спроектированное и в 1908—1909 годах построенное здание отделения полиции II участка, проект с использованием элементов разных архитектурных стилей выполнил также Б. Бломквист.
Приземистая одноэтажная постройка на гранитном рустованном цоколе получила привлекательный асимметричный разноцветный кирпичный фасад с большими полуциркулярными окнами и высоким ступенчатым фронтоном-щипцом с флюгером над главным входом. Романтичный, праздничный внешний вид не вполне соответствовал серьёзному назначению здания, в подвальном этаже которого размещались камеры предварительного заключения. В 1910-х годах был пристроен служебный корпус с конюшнями.
Назначение здания изменилось после советско-финских войн (1939—1944): в советское время особняк был перепрофилирован под дворец бракосочетания, в связи с чем на флюгере появилась соответствующая эмблема из двух обручальных колец. Постановлением Совета министров РСФСР от 18 февраля 1964 года № 203 «О внедрении в быт советских людей новых гражданских обрядов» было предписано создавать органам ЗАГС надлежащие условия для работы, выделять им соответствующие залы для проведения обрядов. До открытия дворца бракосочетания торжественные брачные церемонии проводились во дворце культуры «50 лет Октября».
В подвальных помещениях в 1990-е годы был открыт ресторан.
А в 2018 году по результатам проведённого в 2016 году архитектурного конкурса проектов по благоустройству сквера Молодёжи была осуществлена перепланировка территории напротив дворца бракосочетания с прокладкой новых дорожек, установкой скамеек и светильников и обустройством площадки для проведения торжественных свадебных обрядов и памятного фотографирования.

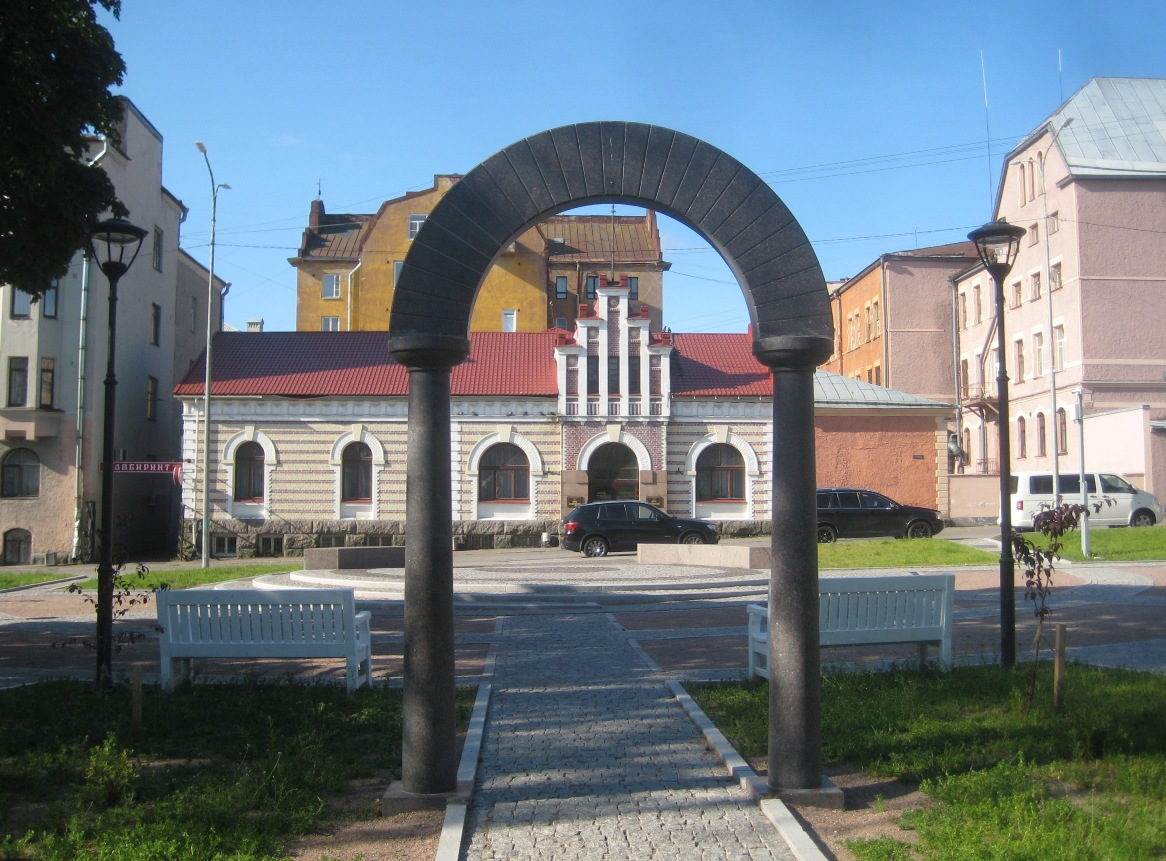
Арка в сквере Молодёжи
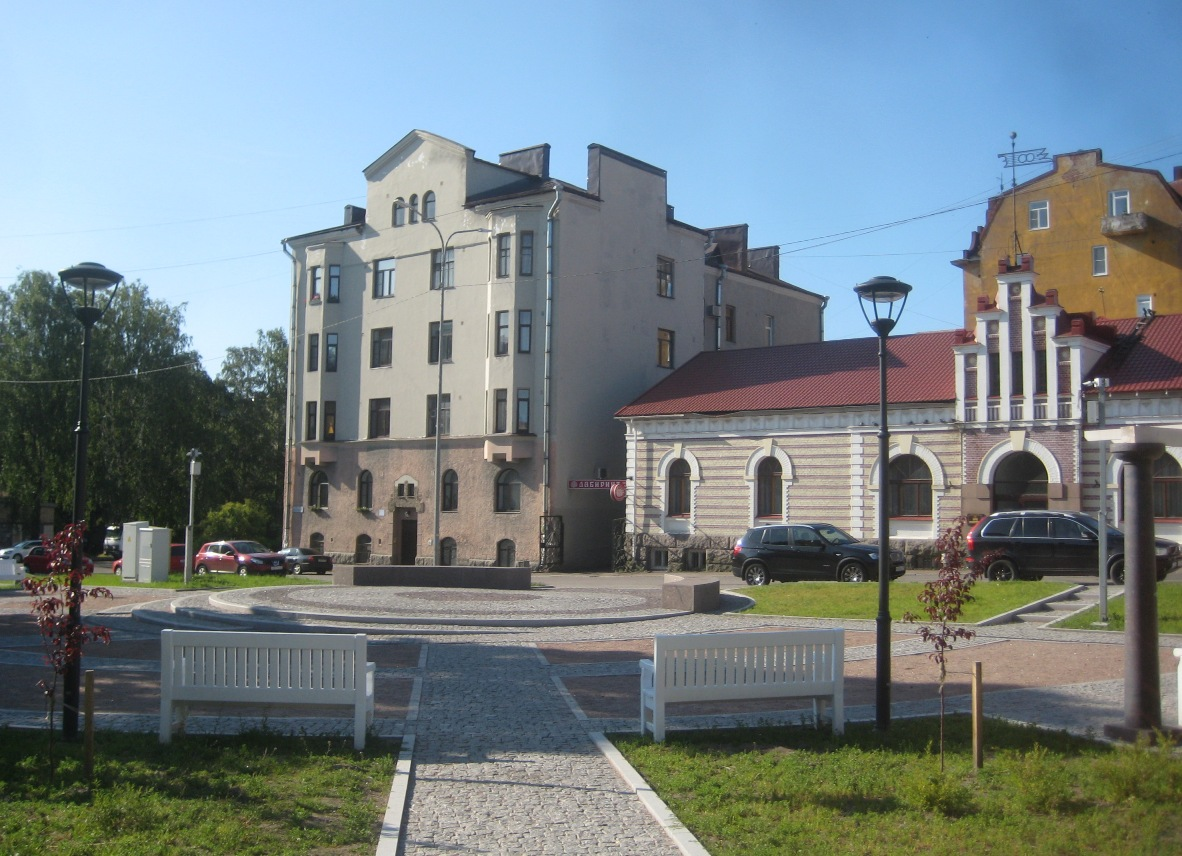
В сквере Молодёжи
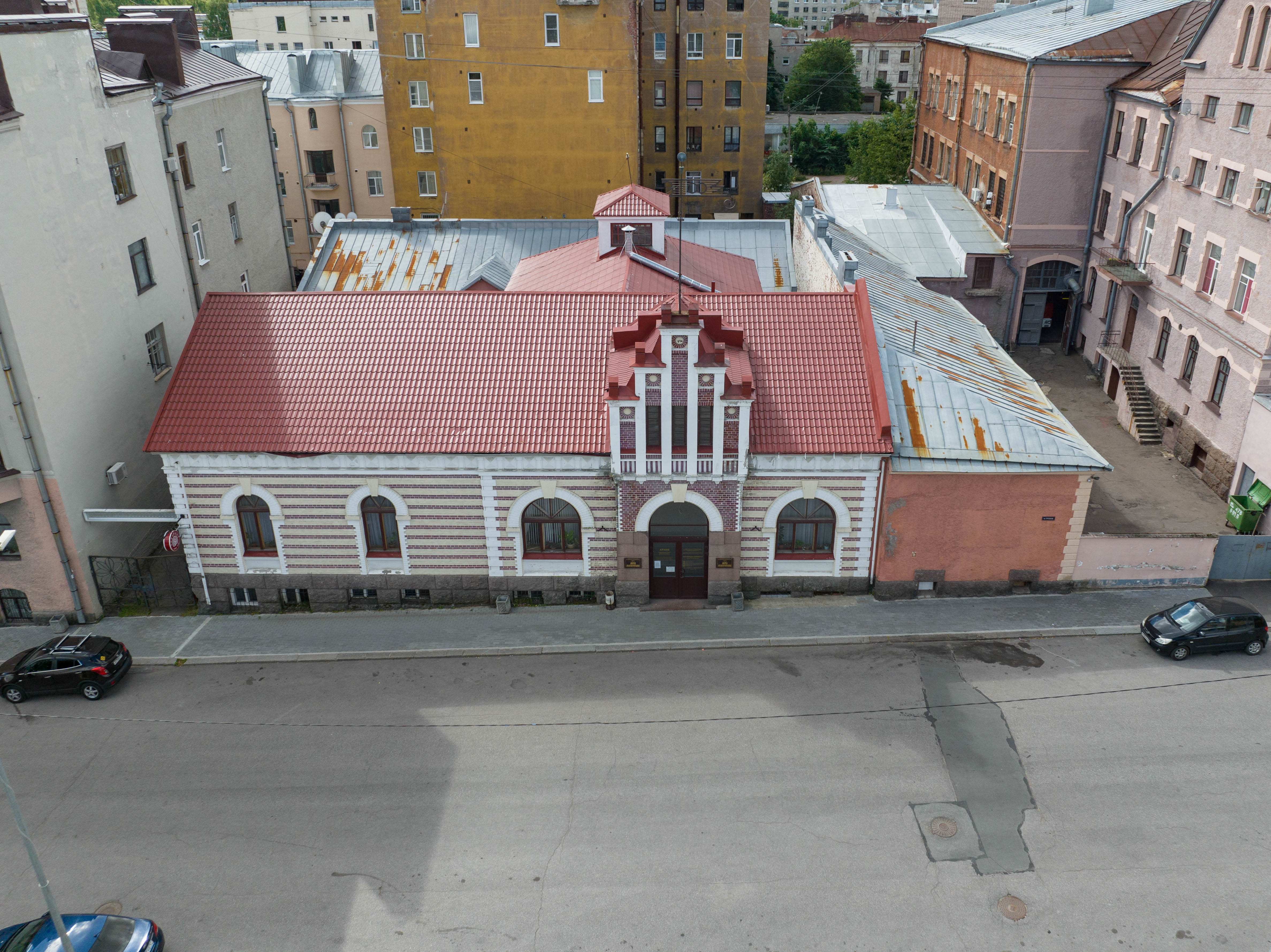
Вид сверху